# برادکستینگ اینترپرایسز
برادکستینگ اینترپرایسز (انگلیسی: Broadcast Enterprises) شرکت رسانه‌ای فیلیپینی است، که در سال ۱۹۹۳ تأسیس شد.